# Гай Марций Фигул (консул 162 года до н. э.)
Гай Марций Фигул (лат. Gaius Marcius Figulus; умер после 156 года до н. э.) — римский военачальник и политический деятель из плебейского рода Марциев, консул 162 и 156 годов до н. э. Участвовал в Третьей Македонской войне, командовал армией в Иллирии.

## Происхождение
Гай Марций принадлежал к плебейскому роду Марциев, представители которого начали занимать высшие должности сразу после допуска плебеев к консулату в IV веке до н. э. Их предком считался один из римских царей Анк Марций, который, в свою очередь, по матери был внуком Нумы Помпилия. Некоторые античные генеалоги пытались вести происхождение этого семейства от одного из сыновей Нумы и настаивали на его связи с богом войны Марсом.
Согласно Капитолийским фастам, отца Гая Марция звали тоже Гай, а деда — Квинт. Немецкий антиковед Ф. Мюнцер предположил, что Гай Марций мог быть внуком Квинта Марция Филиппа, консула 281 года до н. э.

## Биография
Фигул впервые упоминается в источниках в связи с событиями 169 года до н. э., когда он стал претором. Его предполагаемый кузен Квинт Марций Филипп в этом году был консулом, и двое Марциев оказались на первых ролях в начавшейся ещё в 171 году Третьей Македонской войне: Филипп возглавил армию, а Фигул — флот. Их могли назначить специально по аналогии с ситуацией времён Второй Македонской войны, победоносно завершённой двумя братьями Фламининами — командовавшим на суше Титом и флотоводцем Луцием.
Весной 169 года до н. э. двое Марциев вместе переправились из Брундизия на Балканы. В Амбракии их пути разделились: Филипп отправился в Фессалию, к армии, а Фигул — в Халкиду, где возглавил флот. Вскоре сородичи снова встретились в Фессалии и оттуда нанесли комбинированный удар по юго-западной части Македонии. Флот Гая Марция опустошал побережье и осуществлял снабжение сухопутной армии. Его действия оказались не слишком успешными: римляне отступили от Фессалоники, подвергнувшись обстрелу из метательного оружия; понесли серьёзные потери в бою у Антигонии; попытались взять Кассандрию, но были отбиты, и снова с потерями. По окончании кампании Фигул расположился на зимовку в Орее, и там из-за болезней и дезертирства потерял много людей, прежде чем его сменил Гней Октавий (начало 168 года до н. э.). Вину за свои неудачи Марции постарались в дальнейшем возложить на царя Пергама.
В 162 году до н. э. Фигул стал консулом совместно с патрицием Публием Корнелием Сципионом Назикой Коркулом. Он уже отбыл с армией в Галлию, когда руководивший выборами консул предыдущего года Тиберий Семпроний Гракх заявил, что консулы были избраны вопреки птицегаданиям. Назика и Фигул были отозваны в Рим и отказались от должностей.
Гай Марций был избран консулом во второй раз на 156 год до н. э.; его коллегой стал патриций Луций Корнелий Лентул Луп. Приняв полномочия, Фигул начал войну с далматами, грабившими римскую Иллирию. Сначала он воевал неудачно, но в конце года смог перехватить инициативу и осадить столицу врага — Дельминий. Эту войну закончил его преемник и прежний коллега Назика Коркул.
У Гая Марция был сын того же имени, выдающийся юрист.